# Thomas Graves
Thomas Graves (ur. 22 czerwca 1982 r. w Minneapolis) – amerykański wioślarz.

## Osiągnięcia
- Mistrzostwa Świata – Poznań 2009 – dwójka podwójna – 16. miejsce[1].